# Just Another Missing Kid
Just Another Missing Kid é um filme-documentário canadense de 1981 dirigido e escrito por John Zaritsky. Venceu o Oscar de melhor documentário de longa-metragem na edição de 1982.